# Championnats de France de patinage artistique 2008
Navigation
Championnats de France 2007 Championnats de France 2009
Les championnats de France de patinage artistique 2008 ont eu lieu du 7 au 9 décembre 2007 à la patinoire olympique du Palais des sports de Megève.
Les championnats accueillent 5 épreuves: simple messieurs, simple dames, couple, danse sur glace et patinage synchronisé.

## Faits marquants
- Brian Joubert et le couple de danseurs sur glace Isabelle Delobel et Olivier Schoenfelder conquièrent, chacun dans leur catégorie, leur sixième titre national consécutif.

- Les danseurs sur glace Nathalie Péchalat/ Fabian Bourzat n'ont pas participé à ces championnats en raison d'une blessure du patineur et pour ne pas compromettre leurs chances de performance lors de la finale du Grand Prix ISU qui avait lieu une semaine plus tard.

- Dans la catégorie des couples artistiques, le triple champion en titre Yannick Bonheur est absent car il n'a pas encore concrétisé avec une nouvelle patineuse à la suite du retrait des compétitions de son ancienne partenaire Marylin Pla au cours de l'été 2007.

## Podiums
| Épreuves                                 | Or                                      | Argent                              | Bronze                          |
| Messieurs résultats détaillés            | Brian Joubert                           | Yannick Ponsero                     | Alban Préaubert                 |
| Dames résultats détaillés                | Gwendoline Didier                       | Chloé Depouilly                     | Julie Cagnon                    |
| Couples résultats détaillés              | Adeline Canac / Maximin Coia            | Mélodie Chataigner / Medhi Bouzzine | Camille Foucher / Bruno Massot  |
| Danse sur glace résultats détaillés      | Isabelle Delobel / Olivier Schoenfelder | Pernelle Carron / Matthieu Jost     | Zoé Blanc / Pierre-Loup Bouquet |
| Patinage synchronisé résultats détaillés | Les Atlantides                          | Les Zoulous                         | -                               |

## Détails des compétitions

### Messieurs
| Rang    | Nom                 | Club  | Points | Prog. court | Prog. libre |
| ------- | ------------------- | ----- | ------ | ----------- | ----------- |
| 1       | Brian Joubert       | CF    | 236.55 | 1           | 1           |
| 2       | Yannick Ponsero     | ASG   | 228.71 | 2           | 2           |
| 3       | Alban Préaubert     | CMCSG | 187.21 | 3           | 7           |
| 4       | Florent Amodio      | CCSG  | 185.19 | 4           | 3           |
| 5       | Mark Vaillant       | CCSG  | 176.84 | 5           | 4           |
| 6       | Kim Lucine          | ASG   | 175.39 | 6           | 5           |
| 7       | Yoann Deslot        | CSGG  | 171.15 | 7           | 6           |
| 8       | Christopher Boyadji | FVP   | 155.18 | 9           | 8           |
| 9       | Jérémie Colot       | FVP   | 152.95 | 11          | 9           |
| 10      | Romain Ponsart      | CMCSG | 140.87 | 8           | 12          |
| 11      | Jeremy Prevoteaux   | CMCSG | 129.66 | 14          | 11          |
| 12      | Chafik Besseghier   | CSGG  | 124.34 | 12          | 13          |
| 13      | Tanguy Lepage       | CCO   | 124.03 | 10          | 14          |
| 14      | Gaylord Lavoisier   | CMCSG | 123.60 | 18          | 10          |
| 15      | Thomas Sosniak      | CCS   | 113.08 | 15          | 15          |
| 16      | Steven Groussard    | NCAP  | 106.96 | 17          | 16          |
| 17      | Jordan Bergougnoux  | TCP   | 106.77 | 13          | 18          |
| 18      | Antonin Couturier   | CSGGA | 103.99 | 16          | 17          |
| Forfait | Morgan Ciprès       |       |        |             |             |

### Dames
| Rang    | Nom                    | Club  | Points | Prog. court | Prog. libre |
| ------- | ---------------------- | ----- | ------ | ----------- | ----------- |
| 1       | Gwendoline Didier      | CCO   | 117.68 | 1           | 2           |
| 2       | Chloé Depouilly        | SCVO  | 111.35 | 4           | 3           |
| 3       | Julie Cagnon           | AP    | 109.99 | 2           | 4           |
| 4       | Candice Didier         | FVP   | 108.19 | 9           | 1           |
| 5       | Maé-Bérénice Meité     | ESVP  | 106.95 | 5           | 6           |
| 6       | Vanessa Sanesti        | CCSG  | 105.59 | 3           | 7           |
| 7       | Mélanie Soehnlen       | ASG   | 103.21 | 10          | 5           |
| 8       | Charlotte Gendreau     | RSG   | 101.35 | 6           | 8           |
| 9       | Caroline Delome Sensat | MAP   | 95.44  | 7           | 9           |
| 10      | Anna Weinberger        | ACBB  | 89.61  | 8           | 12          |
| 11      | Coralie Grognet        | RSG   | 86.74  | 11          | 10          |
| 12      | Vaina Bloch            | ESPAR | 83.07  | 12          | 11          |
| Forfait | Anne-Sophie Calvez     |       |        |             |             |

### Couples
| Rang | Nom                                 | Club  | Points | Prog. court | Prog. libre |
| ---- | ----------------------------------- | ----- | ------ | ----------- | ----------- |
| 1    | Adeline Canac / Maximin Coia        | FVP   | 134.89 | 1           | 1           |
| 2    | Mélodie Chataigner / Medhi Bouzzine | FVP   | 96.74  | 3           | 2           |
| 3    | Camille Foucher / Bruno Massot      | ASCEL | 90.66  | 2           | 3           |

### Danse sur glace
| Rang    | Nom                                     | Club   | Points | Danse imposée | Danse originale | Danse libre |
| ------- | --------------------------------------- | ------ | ------ | ------------- | --------------- | ----------- |
| 1       | Isabelle Delobel / Olivier Schoenfelder | CSGL   | 206.55 | 1             | 1               | 1           |
| 2       | Pernelle Carron / Matthieu Jost         | CSGL   | 182.72 | 2             | 2               | 2           |
| 3       | Zoé Blanc / Pierre-Loup Bouquet         | VD     | 149.97 | 3             | 3               | 3           |
| 4       | Scarlett Rouzet / Lionel Rumi           | BPA/LG | 137.50 | 4             | 4               | 4           |
| 5       | Nathalie Lakdja / Simon Dourval         | AD     | 99.94  | 5             | 5               | 5           |
| Forfait | Nathalie Péchalat / Fabian Bourzat      | CSGL   |        |               |                 |             |

### Patinage synchronisé
| Rang | Nom            | Points | Prog. court | Prog. libre |
| ---- | -------------- | ------ | ----------- | ----------- |
| 1    | Les Atlantides | 124.51 | 1           | 1           |
| 2    | Les Zoulous    | 111.76 | 2           | 2           |

## Sources
- Résultats des championnats de France 2008 sur le site csndg.org
- Patinage Magazine N°110 (décembre-janvier 2007-2008)